# Kjell Johansson
Kjell Johansson (Eskilstuna, 5 ottobre 1946 – Eksjö, 24 ottobre 2011) è stato un tennistavolista svedese.